# Varga József (labdarúgó, 1988)
Varga József (Debrecen, 1988. június 6. –) magyar válogatott labdarúgó, posztját tekintve védekező középpályás, jelenleg a Tiszakécske játékosa. Háromszoros magyar bajnok, háromszoros magyar kupa-győztes, kétszeres magyar szuperkupa-győztes és egyszeres magyar ligakupa-győztes. 2009-ben Junior Prima és Hidegkuti Nándor-díjat kapott, 2012-ben Zilahi-díjas lett. A 2008–2009-es idény legjobb 21 éven aluli játékosa a HLSZ szavazásán.

## Pályafutása

### Klubcsapatokban

#### Debrecen
Karrierjét hétéves korában kezdte, édesapja hatására. Pályafutása első lépéseit a debreceni Olasz Focisuliban tette meg, amely olyan játékosokat nevelt ki a DVSC számára, mint Máté Péter vagy Dzsudzsák Balázs.
2000-ben egy nemzetközi utánpótlástorna legjobbjának választották, ahol hat gólt szerzett és tíz gólpasszt adott. Később a harmadosztályú Létavértes játékosaként, majd a másodosztályú DVSC-DEAC labdarúgójaként is jól teljesített, 2008-tól pedig a DVSC első csapatának játékosa. Nagy álmát teljesítette, amikor bemutatkozott a Soproni Ligában. Debütáló mérkőzésén a mezőny legjobbjának választották.
2009-ben a HLSZ szavazásán a játékostársak a 2008–2009-es idény legjobb 21 éven aluli játékosának választották.
A 2009–2010-es szezonban a DVSC-vel a Bajnokok Ligájában szerepel, a hat selejtezőn három gólt szerzett. A második körben, a Kalmar ellen szerzett első gólját 2007-ben elhunyt édesapjának ajánlotta.
A 2009. október 20-án gólpasszt adott Czvitkovics Péternek, aki megszerezte a Debreceni VSC története első Bajnokok Ligája-csoportkörbeli találatát. A 2009–2010-es szezonban csapatával megnyerte az összes lehetséges hazai trófeát (Szuperkupa, Ligakupa, Magyarkupa, Bajnokság), bemutatkozott a válogatottban, tehát igazán sikeres szezonja volt. Az új szezon a Szuperkupa elhódításával kezdődött, ám a DVSC alaposan meggyengült, így gyengébbre sikerült az őszi szezon, igaz az Európa Liga csoportkörébe így is sikerült bejutniuk, Varga pedig alapembernek számított. A szezon végén a Loki csak az 5. helyen fejezte be a bajnokságot, és a Magyar Kupában is hamar búcsúzott. A 2011–12-es szezon elején azonban mind a csapat, mind Varga megújult, a DVSC veretlen maradt az egész őszi szezonban, Józsi pedig kirobbanthatatlan volt a középpályáról. A szezont veretlenül, végig vezetve nyerte meg a Loki, ráadásul a duplázás is sikerült, a Magyar Kupa döntőben az MTK ellen győztek büntetőkkel. Józsi teljesítményét a szurkolók a Zilahi-díjjal ismerték el, amelyet minden évben a szezon legjobb debreceni játékosa, vagy edzője kap meg.

#### Greuther Fürth
2013. január 13-án kölcsönben a német elsőosztályú Greuther Fürthhöz került  a szezon végéig. 2013. február 1-én játszotta első Bundesliga meccsét, a Schalke elleni 2–1-es győzelem alkalmával. A tavaszi szezonban összesen 6 mérkőzésen jutott szóhoz a Korcsmár Zsoltot is foglalkoztató csapatban, ám a szezon végén a Fürth kiesett az első osztályból, Józsi pedig visszatért Debrecenbe. 

#### Middlesbrough
2013. június 25-én bejelentették, hogy az angol másodosztályú Middlesbrough kölcsönveszi a 2013–2014-es szezonra. A Leicester City elleni 2–1-es vereség alkalmával debütált, és a szezon nagy részében alapember volt Tony Mowbray csapatában, ahol elsősorban jobb hátvédként számoltak vele.

#### Videoton FC
2016 augusztus 29-én a Videoton hivatalos honlapján jelentette be, hogy három plusz egyéves szerződést kötött a debreceniek válogatott játékosával.
Varga két idényen át szerepelt a székesfehérvári csapatban, amellyel a 2017–2018-as bajnoki szezon végén bajnoki címet ünnepelhetett. Negyvenöt bajnoki és négy Magyar Kupa-találkozón szerepelt a csapat színeiben, a nemzetközi kupaporondon kilenc alkalommal kapott lehetőséget. A 2018–2019-es szezonban a Videoton bejutott az Európa-liga csoportkörébe, de Marko Nikolić vezetőedző nem nevezte Vargát a mérkőzésekre, majd másnap bejelentették, hogy közös megegyezéssel felbontották a középpályás szerződését.

#### Puskás Akadémia
Szerződésbontását követően még aznap, 2018. szeptember 6-án hároméves szerződést írt alá a Puskás Akadémia csapatával.

#### Debrecen
2020 nyarán visszatért a másodosztályba kieső DVSC-hez. A 2022–23-as szezonban csapatával bronzérmes lett a NBI-ben. 2023. július 6-án bejelentették, hogy 1 évvel meghosszabbította a szerződését.

### A válogatottban

#### 2009
Varga Józsefet azután hívta be a szövetségi kapitány Erwin Koeman a portugálok ellen készülő keretébe, miután több játékos is sérüléssel bajlódott. Koeman elmondta, azért választotta őt, mert szerinte huzamosabb ideje kiemelkedően jól teljesít.
Varga a 84. percben, 3–0-s állásnál Dzsudzsák helyére állt be élete első felnőtt válogatott mérkőzésén, Lisszabonban. Egy veszélyes lövéssel vétette magát észre rögtön a becserélése után, azonban a labda nem talált kaput. Második mérkőzését, a Dánia ellen 1–0-ra megnyert meccset kezdőként végigjátszotta. A csapat egyik legjobbjaként rengeteg labdát szerzett és többször veszélyeztetett, de nem volt szerencséje a befejezéseknél.

#### 2010
Meghatározó játékos volt az Egervári Sándor, majd Róth Antal irányította magyar U21-es válogatottban, ám – annak ellenére, hogy többek között itthon legyőzték az olaszokat is – nem sikerült kijutniuk az utánpótlás Európa-bajnokságra, így a 2012-es londoni olimpiáról is lemaradt.

#### 2011
Miután visszanyerte korábbi formáját, az új szövetségi kapitány, Egervári Sándor is számított rá. Többször is a számára idegennek számító jobb oldali védő pozíciójában kellett játszania, de ezt a feladatot is nagyszerűen megoldotta, olyannyira, hogy az év második felében az egyik alapembere lett a bravúrosan szereplő, a pótselejtezőről épp hogy lemaradó válogatottnak.

#### 2014
A 2016-os Európa-bajnoki selejtezőkön is tagja volt a válogatottnak: a sorozat első 3 mérkőzésén lépett pályára.

#### 2017
2017 novemberében Szélesi Zoltán szövetségi kapitány a sérültek pótlására meghívta Vargát a Costa Rica-i válogatott elleni mérkőzésre készülő válogatott keretébe.

## Sikerei, díjai

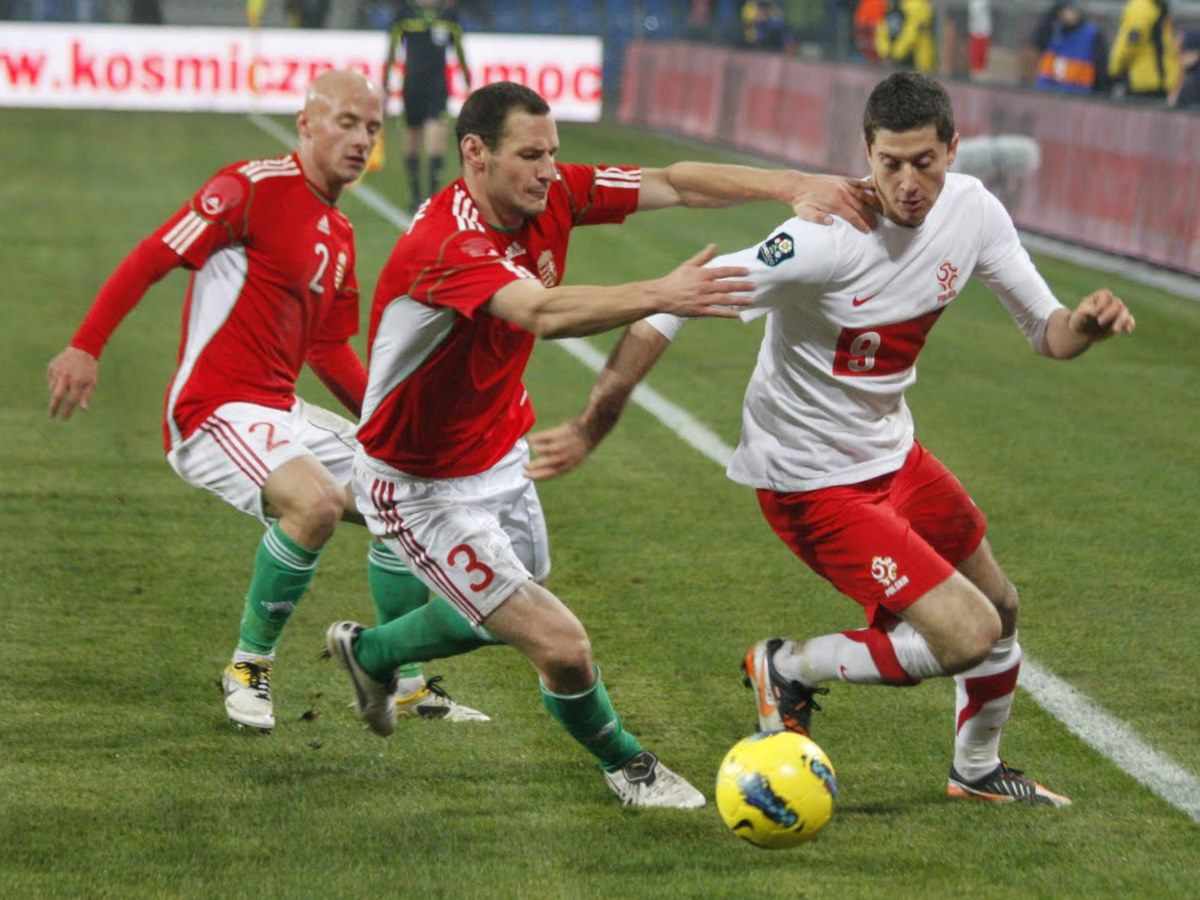
Varga József, Vanczák Vilmos és Robert Lewandowski (2011. november 15.)

### Klubcsapatokkal
Debreceni VSC
- Magyar bajnok (3): 2008–2009, 2009–2010, 2011–2012
- Magyar kupa-győztes (3): 2007–2008, 2009–2010, 2011–2012
- Magyar szuperkupa-győztes (2): 2009, 2010
- Magyar ligakupa-győztes (1): 2009–2010

 Videoton FC
- Magyar bajnok (1): 2017-18

 Kazincbarcika
- NB II ezüstérmes (1) : 2024–25

### Egyéni
- A 2008–2009-es idény legjobb 21 éven aluli játékosa a HLSZ szavazásán
- Hidegkuti Nándor-díj: 2009
- Junior Prima díj: 2009
- Zilahi-díj: 2012, 2015

## Statisztika

### Mérkőzései a válogatottban
| Magyarország | Magyarország         | Magyarország                          | Magyarország     | Magyarország | Magyarország   | Magyarország | Magyarország | Magyarország |
| #            | Dátum                | Helyszín                              | Hazai            | Eredmény     | Vendég         | Kiírás       | Gólok        | Esemény      |
| ------------ | -------------------- | ------------------------------------- | ---------------- | ------------ | -------------- | ------------ | ------------ | ------------ |
| 1.           | 2009. október 10.    | Lisszabon, Estádio da Luz             | Portugália       | 3 – 0        | Magyarország   | vb-selejtező | -            | 84'          |
| 2.           | 2009. október 14.    | Koppenhága, Parken Stadion            | Dánia            | 0 – 1        | Magyarország   | vb-selejtező | -            |              |
| 3.           | 2010. november 17.   | Székesfehérvár, Sóstói Stadion        | Magyarország     | 2 – 0        | Litvánia       | barátságos   | -            | 46'          |
| 4.           | 2011. február 9.     | Dubaj, al-Sabab Stadion (UAE)         | Azerbajdzsán     | 0 – 2        | Magyarország   | barátságos   | -            | 84'          |
| 5.           | 2011. március 25.    | Budapest, Puskás Ferenc Stadion       | Magyarország     | 0 – 4        | Hollandia      | Eb-selejtező | -            | 46'          |
| 6.           | 2011. augusztus 10.  | Budapest, Puskás Ferenc Stadion       | Magyarország     | 4 – 0        | Izland         | barátságos   | -            |              |
| 7.           | 2011. szeptember 2.  | Budapest, Puskás Ferenc Stadion       | Magyarország     | 2 – 1        | Svédország     | Eb-selejtező | -            |              |
| 8.           | 2011. szeptember 6.  | Chișinău, Zimbru Stadion              | Moldova          | 0 – 2        | Magyarország   | Eb-selejtező | -            |              |
| 9.           | 2011. október 11.    | Budapest, Puskás Ferenc Stadion       | Magyarország     | 0 – 0        | Finnország     | Eb-selejtező | -            |              |
| 10.          | 2011. november 15.   | Poznań, Városi Stadion                | Lengyelország    | 2 – 1        | Magyarország   | barátságos   | -            | 52'          |
| 11.          | 2012. február 29.    | Győr, ETO Park                        | Magyarország     | 1 – 1        | Bulgária       | barátságos   | -            |              |
| 12.          | 2012. június 1.      | Prága, Generali Arena                 | Csehország       | 1 – 2        | Magyarország   | barátságos   | -            |              |
| 13.          | 2012. június 4.      | Budapest, Puskás Ferenc Stadion       | Magyarország     | 0 – 0        | Írország       | barátságos   | -            |              |
| 14.          | 2012. augusztus 15.  | Budapest, Puskás Ferenc Stadion       | Magyarország     | 1 – 1        | Izrael         | barátságos   | -            | 90+1'        |
| 15.          | 2012. szeptember 11. | Budapest, Puskás Ferenc Stadion       | Magyarország     | 1 – 4        | Hollandia      | vb-selejtező | -            |              |
| 16.          | 2012. október 12.    | Tallinn, A. Le Coq Aréna              | Észtország       | 0 – 1        | Magyarország   | vb-selejtező | -            |              |
| 17.          | 2012. október 16.    | Budapest, Puskás Ferenc Stadion       | Magyarország     | 3 – 1        | Törökország    | vb-selejtező | -            |              |
| 18.          | 2012. november 14.   | Budapest, Puskás Ferenc Stadion       | Magyarország     | 0 – 2        | Norvégia       | barátságos   | -            |              |
| 19.          | 2013. március 22.    | Budapest, Puskás Ferenc Stadion       | Magyarország     | 2 – 2        | Románia        | vb-selejtező | -            | 58'          |
| 20.          | 2013. március 26.    | Isztambul, Şükrü Saracoğlu Stadion    | Törökország      | 1 – 1        | Magyarország   | vb-selejtező | -            | 47'          |
| 21.          | 2013. június 6.      | Győr, ETO Park                        | Magyarország     | 1 – 0        | Kuvait         | barátságos   | -            | 90+3'        |
| 22.          | 2013. augusztus 14.  | Budapest, Puskás Ferenc Stadion       | Magyarország     | 1 – 1        | Csehország     | barátságos   | -            |              |
| 23.          | 2013. szeptember 6.  | Bukarest, Nemzeti Stadion             | Románia          | 3 – 0        | Magyarország   | vb-selejtező | -            | 65'          |
| 24.          | 2013. október 11.    | Amszterdam, Amsterdam ArenA           | Hollandia        | 8 – 1        | Magyarország   | vb-selejtező | -            |              |
| 25.          | 2013. október 15.    | Budapest, Puskás Ferenc Stadion       | Magyarország     | 2 – 0        | Andorra        | vb-selejtező | -            | a szünetben  |
| 26.          | 2014. március 5.     | Győr, ETO Park                        | Magyarország     | 1 – 2        | Finnország     | barátságos   | -            | 88'          |
| 27.          | 2014. május 22.      | Debrecen, Nagyerdei stadion           | Magyarország     | 2 – 2        | Dánia          | barátságos   | -            |              |
| 28.          | 2014. június 4.      | Budapest, Puskás Ferenc Stadion       | Magyarország     | 1 – 0        | Albánia        | barátságos   | -            | 43'          |
| 29.          | 2014. szeptember 7.  | Budapest, Groupama Aréna              | Magyarország     | 1 – 2        | Észak-Írország | Eb-selejtező | -            |              |
| 30.          | 2014. október 11.    | Bukarest, Nemzeti Stadion             | Románia          | 1 – 1        | Magyarország   | Eb-selejtező | -            | 51'          |
| 31.          | 2014. október 14.    | Tórshavn, Tórsvøllur Stadion          | Feröer           | 0 – 1        | Magyarország   | Eb-selejtező | -            |              |
| 32.          | 2017. november 14.   | Budapest, Groupama Aréna              | Magyarország     | 1 – 0        | Costa Rica     | barátságos   | -            |              |
| 33.          | 2018. június 6.      | Breszt, Regionaler Sportkomplex Brest | Fehéroroszország | 1 – 1        | Magyarország   | barátságos   | -            | 78' 88'      |
| 34.          | 2018. június 9.      | Budapest, Groupama Aréna              | Magyarország     | 1 – 2        | Ausztrália     | barátságos   | -            | 44'          |
|              | Összesen             |                                       |                  | 34           | mérkőzés       |              | 0            | gól          |

## További információ
- Varga József adatlapja a Debreceni VSC honlapján Archiválva 2009. május 14-i dátummal a Wayback Machine-ben
- Varga József (magyar nyelven). Hlsz
- Varga József (labdarúgó, 1988) adatlapja a National-Football-Teams.com oldalon (angolul)

- Varga József adatbankja Archiválva 2020. július 25-i dátummal a Wayback Machine-ben. foci-info.hu
- Varga József adatlapja a worldfootball.net oldalon (angolul)